# سمكة المسيح
سمكة المسيح أو إيخثيس (يونانية: ἰχθύς, ΙΧΘΥΣ أو ΙΧΘΥC) هي أول شعار للديانة المسيحية وتعني باليونانية القديمة «سمكة». الشعار عبارة عن قوسين متقاطعين يمتد الطرفان الأيمنان بعد نقطة التقاطع ليشبه الشعار شكل السمكة. استخدمه المسيحييون الأوائل كشعار سري ليتعرفوا على بعضهم البعض دون التعرض للمضايقات من الوثنيين قبل اعتماد المسيحية ديانة رسمية للامبراطورية الرومانية.

سمكة يسوع استخدمه المسيحيون لتمييز أنفسهم.

في الإسكندرية أيام الأغريق اقترح ان المسيحيين يكون لهم شعار يميز المؤمن عن غير المؤمن (المسيحي عن غير المسيحي) أما بشعار السمكة أو الصليب فوقع الاختيار ذاك الوقت على السمكة خوفاً من الاضطهاد الوثني.
في ذاك الوقت كان الصليب لا يستخدمه المسيحيين كما هو اليوم حتى القرن الرابع، لكن شعار السمكة أعطى لهم شي بسيط وسهل ليستخدمونه بينهم لتمييز بعضهم وهي لوصف يسوع والمسيحية
منذ القرن الرابع الميلادي، أصبح الصليب شعاراً ورمزاً جديداً مفضلاً وحصرياً للديانة المسيحية فقط على يد الإمبراطور الروماني قسطنطين العظيم حيث أصبح الشعار الأكثر شهره وبدأ بعدها يختفي شعار السمكة،
في السنوات الأخيرة بعض المجموعات المسيحية فضلوا بعمل تجديد وتغيير في المظهر بإعادة شعار السمكة، لأنه سيكون انحدار صحي للصليب بدون اختفائه فجأه حتى يظل المسيحيون يستخدمون الشعارات الخاصة بهم لأنهم يعتقدون أن من المفروض عدم معاملة الصليب بقدسيه على أنه الله فكانت السمكة هي الحل الأفضل لكونه مجرد شعار ورمز ديني ولا يعامل بتقديس زائد، بعض من المجموعات المسيحية فضلوا البقاء على الصليب لأنه يعبر أكثر عن تضحية يسوع المسيح.
شعار السمكة يريد به بعض المجموعات المسيحية تجديده وإعادته لذلك فإنهم يستخدمون الشريحة الأسهل وهم فئة الشباب، وكانت أسهل طريقة هل أن توجد الشعارات على بعض من الملابس والإكسسوارات وصدامات السيارات وربما كوشوم على الأذرع والأيدي.
رمز السمكة من الرموز الهامة التي كان يستخدمها المسيحيون وقت الاضطهاد. السمكة باليوناني ΙΧΘΥΣ التي تنطق بالعربية إيخثيس، وكلمة ΙΧΘΥΣ هي أول كل حرف لخمس كلمات وهما «يسوع المسيح ابن الله المُخَلِص»,
- الحرف الأول الايوتا"Ι" وهو الحرف الأول لكلمة Ἰησοῦς إيسوس التي أصبحت فيما بعد يسوع.
- الحرف الثاني الخي"Χ" وهو الحرف الأول لكلمة Χριστóς خريستوس أي (المسيح).
- الحرف الثالث الثيتا"Θ" وهو الحرف الأول لكلمة Θεοῦ المشتقة من كلمة Θεóς في حالة الإضافة التي تعني الله.
- الحرف الرابع اليوبسلون"Υ" وهو الحرف الأول لكلمة ͑Υἱός يوس أي (ابن).
- الحرف الخامس السجما"Σ" وهو الحرف الأول لكلمة Σωτήρ سوتير المشقة من كلمة σωζω اليونانية التي تعني (أخلص).
- فتكون الكلمة يسوع المسيح ابن الله المخلص، Ἰησοῦς Χριστóς Θεοῦ͑ Υἱός Σωτήρ.

رمز السمكة له أهمية خاصة في المسيحية في معناه كما ذكرنا سابقاً، وآيضاَ في ذكره في العهد الجديد، تُذكر كلمة سمكة بمشتقتها حوالي سبع وعشرون مرة في الإنجيل فقط (متي-مرقص-لوقا-يوحنا)، علي سبيل المثال وليس علي سبيل الحصر،
معجزة الخمس أرغفة والسمكتين التي أشبعت خمسة آلاف رجل بغير النساء، وتبقي منها بعدما شبعوا إثني عشر قفة مملوة (إنجيل البشير مرقص أصحاح34:6-44).
معجزة السبع خبزات والقليل من السمك التي أشبعت أربعة آلاف شخص، وما تبقي بعدما شبعوا كان سبع سلال (إنجيل البشير مرقص أصحاح1:8-10).

## مواقع خارجية
- 1